# Majdevo
Pour le village kosovar, voir Majdevo (Leposavić).
Majdevo (en serbe cyrillique : Мајдево) est un village de Serbie situé sur le territoire de la Ville de Kruševac, district de Rasina. Au recensement de 2011, il comptait 475 habitants.

## Démographie

### Évolution historique de la population
| 1948 | 1953 | 1961 | 1971 | 1981 | 1991 | 2002 | 2011 |
| ---- | ---- | ---- | ---- | ---- | ---- | ---- | ---- |
| 578  | 580  | 589  | 556  | 618  | 532  | 491  | 475  |

|  |